# 李孝協
李孝協（?—660年代），唐朝宗室，范阳郡王。
唐高祖李渊的六叔李祎的孙子、李叔良的儿子。武德五年（622年），封范阳郡王。贞观初年，以属疏例降封郇国公，累迁魏州刺史。麟德年间（664年—665年），坐受赃赐死。

## 延伸阅读
[在维基数据编辑]
 《新唐書·卷078》，出自《新唐書》